# Laura Sito
Laura Soares Sito Silveira (ur. 29 listopada 1991 w Porto Alegre) – brazylijska polityczka. Pierwsza czarnoskóra osoba i najmłodsza osoba na stanowisku członkini organu legislacyjnego jednego ze stanów Brazylii.

## Życiorys

### Edukacja i kariera zawodowa
Ukończyła studia dziennikarskie na Universidade Federal do Rio Grande do Sul. Była zaangażowana w działania samorządu studenckiego.
Pracowała jako urzędniczka w urzędzie miasta Porto Alegre.

### Działalność polityczna
W wieku 16 lat została członkinią Partii Pracujących.
Bezskutecznie kandydowała w wyborach samorządowych w 2016 roku. W wyborach samorządowych w 2020 roku została wybraną najmłodszą radną miasta Porto Alegre. Jako pierwsza czarnoskóra kobieta została członkinią zarządu rady miasta oraz pierwszą prowadzącą jej obrady.
W wyborach generalnych w 2022 roku została wybrana członkinią Zgromadzenia stanu Rio Grande do Sul, uzyskując 36 705 głosów. Została pierwszą czarnoskórą osobą wybraną do tego organu. Została wybrana przewodniczącą Komisji ds. Obywatelstwa i Praw Człowieka.

### Życie prywatne
Ma syna.